# Марко Јовић
Марко Јовић (Сремска Митровица, 23. април 1998) је српски фудбалер. Игра на позицији нападача.

## Каријера
Прошавши млађе категорије фудбалског клуба Рад, и у септембру 2014. године потписао стипендијски уговор са клубом, a наредне године бива прикључен раду са првим тимом. Забележио је и два наступа у омладинској лиги шампиона. Након што је лета 2016. продужио стипендијски уговор на још три године, Јовић је забележио свој суперлигашки деби у 15. колу сезоне 2016/17. против екипе Металца, а касније, до краја првог дела шампионата још три наступа за сениорски састав. Почетком 2017, Јовић одлази на позајмицу у филијалу Жарково, али је споразум о уступању убрзо раскинут, те се Јовић вратио у матични клуб. Након завршетка омладинског стажа, Јовић постаје део првог тима за сезону 2017/18. код тренера Гордана Петрића. Није добијао пуно шансе за игру, па је за други део сезоне 2017/18. позајмљен Железничару из Панчева. Након повратка са позајмице поново се прикључује екипи Рада. Током првог дела сезоне 2018/19. je наступио на седам утакмица у Суперлиги Србије, да би за други део сезоне био позајмљен београдском Синђелићу. У јуну 2019. раскида уговор са Радом.
Крајем октобра 2016. године, селектор омладинске репрезентације Србије, Милан Косановић, уврстио је Јовића на проширени списак кандидата за квалификационе утакмице.